# Imantocera sumbawana
Imantocera sumbawana là một loài bọ cánh cứng trong họ Cerambycidae.